# Dirk Pietersz
Dirk Pietersz (1558 Amsterdam – 1603?, 1621?) byl holandský malíř tzv. zlatého věku.
Podle Karla van Mandera se narodil v Amsterodamu. Byl synem malíře Pietera Aertsena. Jeho mladší bratr byl malíř Pieter Pietersz starší a jeho o osm let starší bratr byl Aert Pietersz. Odešel do Fontainebleau, kde náhodně zemřel během tamních potíží. RKD uvádí, že zemřel okolo roku 1621, ale van Mander uvádí datum úmrtí rok 1603. Podle RKD nejsou známa žádná díla z Fontainebleau a z jeho prací je znám pouze portrét kazatele Simona Episcopiuse.